# Astragalus molybdenus
Astragalus molybdenus — вид квіткових рослин з родини бобових (Fabaceae). Ареал охоплює такі країни: США (Колорадо, Монтана, Вайомінг).

## Середовище
Це багаторічна трав'яниста рослина, яка часто росте куртинами в субальпійській та альпійській тундрі, переважно на вапняку, на кам'янистих гравійних ділянках на досить крутих схилах. Середовище існування A. molybdenus варіюється залежно від ареалу його поширення. Цвітіння відбувається з кінця червня до початку серпня, а зрілий стручок розкривається, і насіння розсіюється у серпні та вересні. Деякі з територій, де росте A. molybdenus, перебувають у відносно непорушеному стані та навряд чи будуть порушуватися в майбутньому. Виявлені загрози та потенційні загрози пов'язані з видобувною промисловістю, відпочинком людей (пішохідним туризмом та кемпінгом), випасом худоби, інвазивними бур'янами та глобальною зміною клімату.

## Опис
Цей вид — невелика багаторічна трав'яниста рослина, що росте зі стрижневого кореня та підземного розгалуженого каудексного блоку. Підземні гілки стебла можуть вкорінюватися та проростати як нові рослини, тому те, що здається двома окремими рослинами, насправді може бути однією особиною, що проростає двічі. Трав'яниста рослина покрита волосками, що робить її попелястою або сріблястою. Листя складне, складається з до 25 листочків, які можуть бути складеними. Квітки пурпурові, рожево-пурпурові або білі з пурпуровою смужкою.